# Анди Тейлър
Анди Тейлър е помощник мениджър на хевиметъл групата Айрън Мейдън.

## Биография
Той е роден на 16 февруари 1961 г. Той е и съосновател на Sanctuary Records заедно с Род Смалуд, през 1976 г. „Sanctuary Records“ са най-голямата компания за музикален мениджмънт и една от основните институции работещи по въпроса правата върху интелектуалната собственост, Компанията получава името си от песен със същото име на Айрън Мейдън.